# Victory (traghetto)

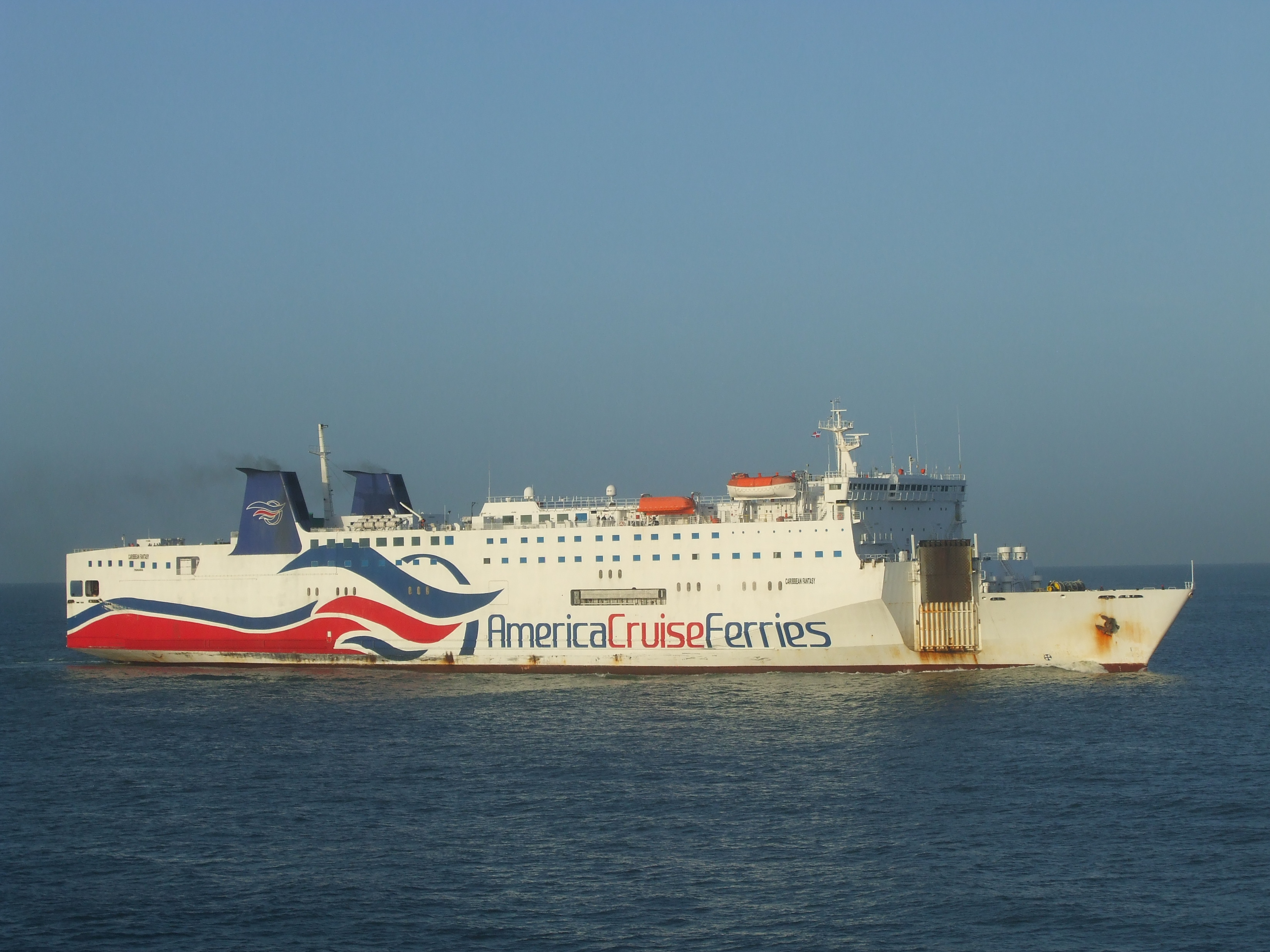
Caribbean Fantasy in servizio per America Cruise Ferries nel 2012.

Victory è stata una nave traghetto appartenuta alla società marittima italiana Grandi Navi Veloci dal 1998 al 2007, costruita nel 1989 nei cantieri Mitsubishi Heavy Industries in Giappone per la compagnia di navigazione giapponese Higashi Nihon Ferry Co.
Acquistata nel 1998 dalla Grandi Navi Veloci è stata trasformata e adeguata agli standard della compagnia italiana. Dal 1999 ha operato per conto di Grimaldi Lines.
Disponeva di 351 cabine con servizi,  ristorante à la carte, bar, un negozio, cinema, piscina con lido bar, idromassaggio, discoteca e sala giochi.
Venduta nel 2007 alla compagnia di navigazione messicana Baja Ferries, che le dà il nome di Chihuahua Star.
Nel 2010 viene noleggiata alla compagnia di navigazione American Cruise Ferries, che l'anno dopo cambia il nome al traghetto rinominandolo Caribbean Fantasy
Ad Ottobre del 2017, parte dall'isola di Tino per raggiungere Aliağa, luogo della sua demolizione.

## Navi gemelle
- Lefka Ori